# Carbaril

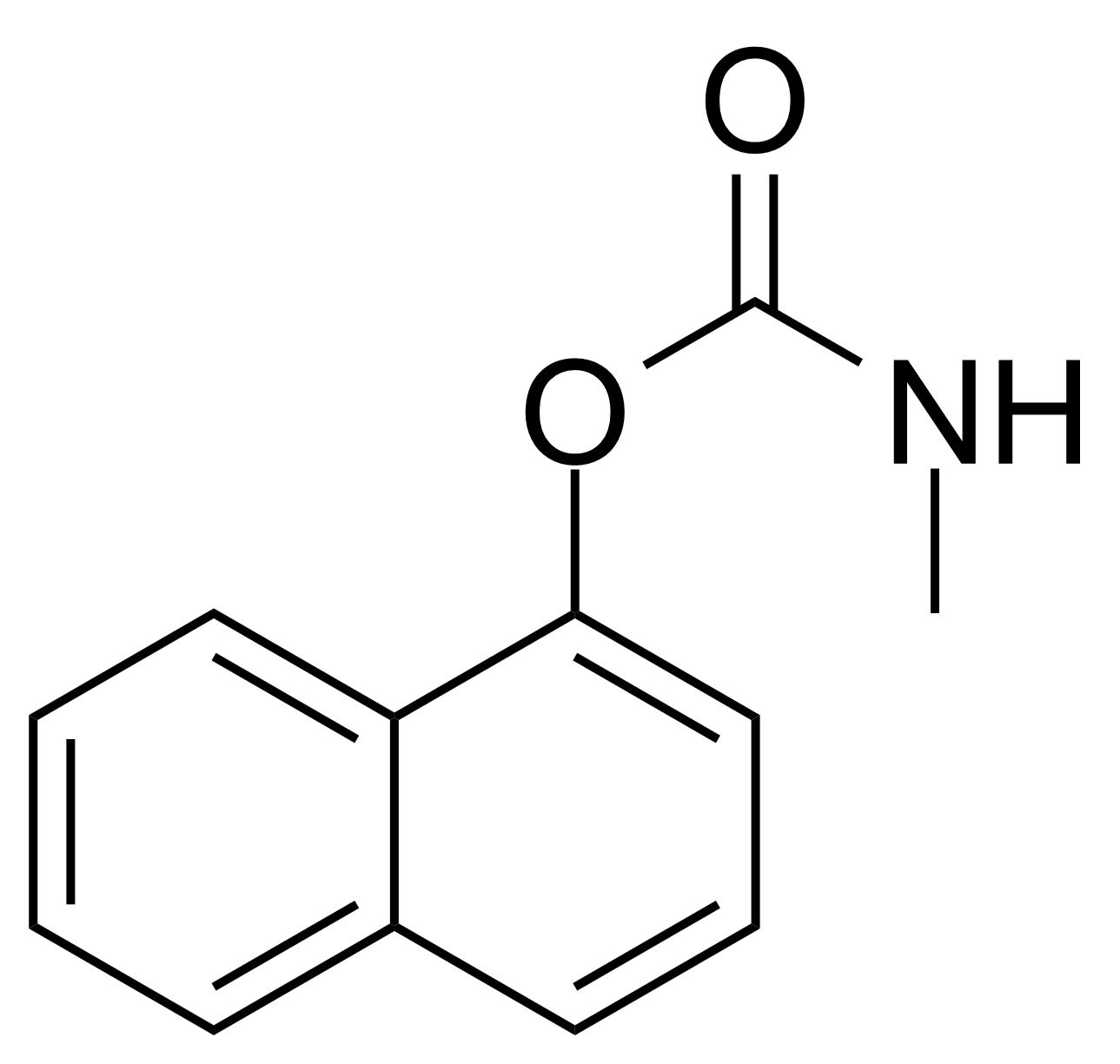
Carbaryl

O carbaril (1-naftil metilcarbamato, número CAS 63-25-2) é um fármaco da família dos carbamatos, usado principalmente como insecticida.